# Interstate 555
Pour les articles homonymes, voir Route 555.
L'Interstate 555 (I-555) est une autoroute qui relie Turrell à la jonction de l'I-55 et Jonesboro en Arkansas. Anciennement numérotée US 63, l'autoroute a été mise à jour au début des années 2000 selon les standards autoroutiers.

## Description du tracé

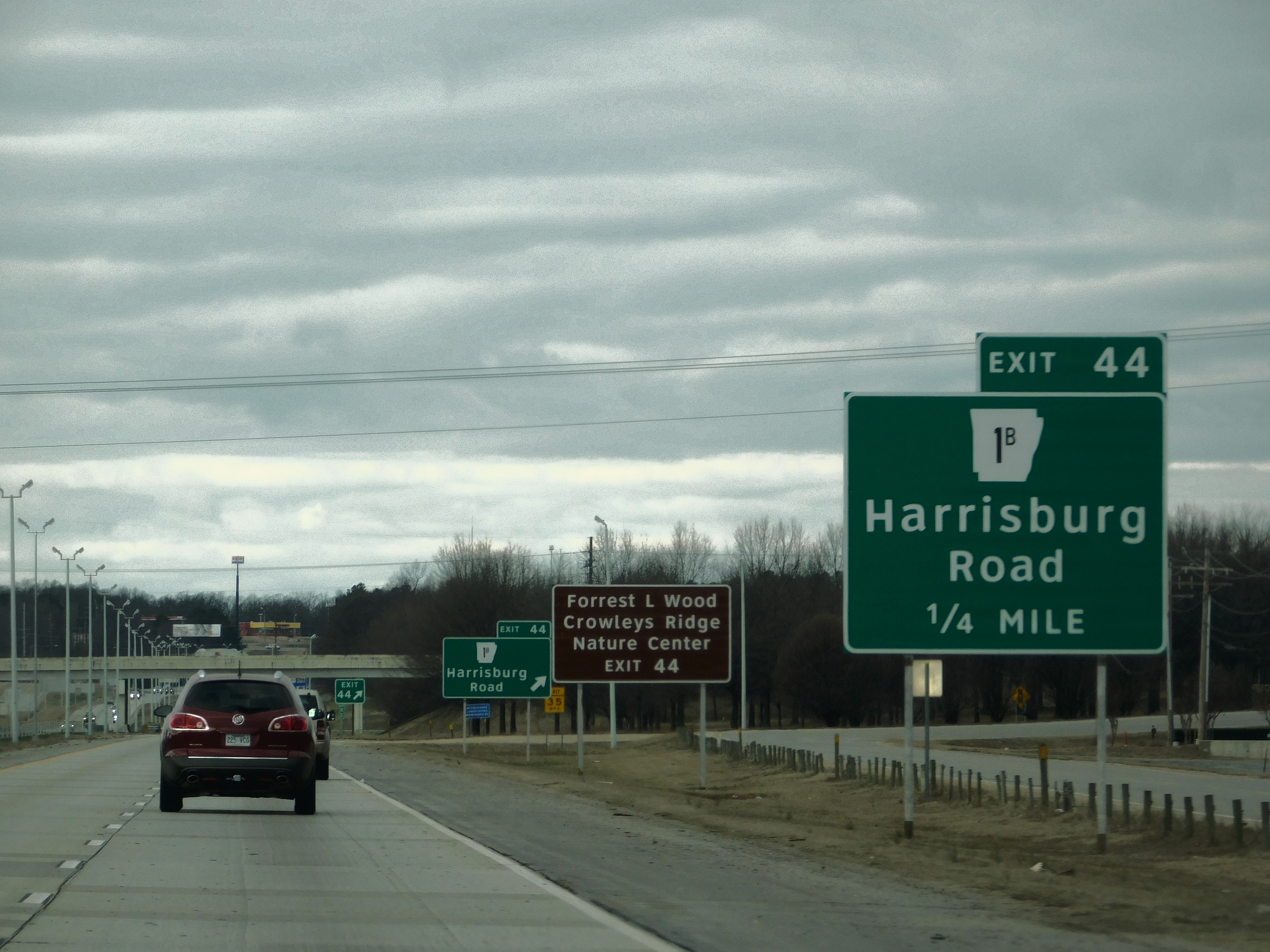
L'I-555 à la sortie 44.

La route fait office de corridor autoroutier entre Memphis, Tennessee et la cinquième ville d'Arkansas, Jonesboro.
L'I-555 débute à un échangeur avec l'I-55, la US 61 et la AR 77 à Turrell. L'I-55 va au sud jusqu'à Memphis, Tennessee. La route est parallèle à la AR 463, qui constitue l'ancien tracé de la US 63. L'I-555 passe par des régions constituées de fermes et de terres agricoles. Elle passe par Gilmore, Tyronza et Marked Tree. La section entre Tyronza et Marked Tree est également utilisées par des véhicules agricoles pour relier des champs. L'autoroute passe ensuite par Trumann avant d'entrer à Jonesboro. Elle forme un court multiplex avec la US 49. L'I-555 se termine à Jonesboro à un échangeur avec la AR 91. À partir de là, la route continue comme US 63.

## Liste des sorties
| Interstate 555          |              |       |       |        |                                                                                            | |
| Comté                   | Municipalité | mi    | km    | Sortie | Intersections / Destinations                                                               | Notes |
| Crittenden              | Turrell      | 0,00  | 0,00  | 1      | I-55 / US 61 sud / AR 77 (en) sud – Turrell, Blytheville, Memphis                          | Terminus sud du multiplex avec AR 77; la route continue au-delà de l'échangeur comme US 61 nord et AR 77 sud; indiqué sortie 1A (I-55 / US 61 sud) et 1B (I-55 nord); sortie 23A-B de l'I-55 |
| Crittenden              | Gilmore      | 1,90  | 3,10  | 2      | AR 77 (en) nord – Gilmore                                                                  | Terminus nord du multiplex avec AR 77 |
| Poinsett                |              | 7,10  | 11,40 | 7      | AR 135 (en) – Lepanto                                                                      | |
| Poinsett                | Tyronza      | 8,70  | 14,00 | 8      | AR 118 (en) – Tyronza                                                                      | |
| Poinsett                | Marked Tree  | 13,20 | 21,20 | 13     | US 63B nord / AR 149 (en) – Marked Tree, Earle                                             | |
| Poinsett                | Marked Tree  | 14,20 | 22,90 | 14     | US 63B sud / AR 14 (en) est / AR 75 (en) – Marked Tree, Lepanto, Parkin                    | Terminus sud du multiplex avec AR 14 |
| Poinsett                |              | 18,20 | 29,30 | 18     | AR 14 (en) ouest – Payneway, Harrisburg                                                    | Terminus nord du multiplex avec AR 14 |
| Poinsett                |              | 24,00 | 38,60 | 24     | AR 463 (en) – Trumann                                                                      | |
| Poinsett                | Trumann      | 28,70 | 46,20 | 29     | AR 69 (en) – Trumann                                                                       | |
| Craighead               | Bay          | 34,60 | 55,70 | 35     | AR 463 (en) – Bay                                                                          | |
| Craighead               | Jonesboro    | 36,20 | 58,30 | 36     | Nestlé Road                                                                                | |
| Craighead               | Jonesboro    | 39,10 | 62,90 | 39     | AR 18S (en) (Commerce Drive)                                                               | |
| Craighead               | Jonesboro    | 40,30 | 64,90 | 40     | US 63B nord AR 463 (en) sud (Nettleton Avenue)                                             | |
| Craighead               | Jonesboro    | 41,70 | 67,10 | 42     | US 49 nord / AR 1 (en) (Stadium Boulevard / Red Wolf Boulevard) / Caraway Road – Paragould | Terminus sud du multiplex avec US 49 |
| Craighead               | Jonesboro    | 43,40 | 69,80 | 44     | AR 1B (en) (Harrisburg Road)                                                               | |
| Craighead               | Jonesboro    | 44,80 | 72,10 | 45     | US 49 sud / US 63 sud (Southwest Drive) / AR 18 (en) est                                   | Terminus nord du multiplex avec US 49; terminus sud du multiplex avec US 63 / AR 18 |
| Craighead               | Jonesboro    | 45,80 | 73,70 | 46     | AR 226 (en) ouest (Wood Springs Road) / Strawfloor Road                                    | |
| Craighead               | Jonesboro    | 47,10 | 75,80 | 47     | Washington Avenue                                                                          | |
| Craighead               | Jonesboro    | 49,40 | 79,50 | 49     | AR 91 (en) (Dan Avenue / AR 18 (en) ouest) / US 63 nord                                    | Terminus nord; terminus nord du multiplex avec US 63 / AR 18; la route continue au-delà comme US 63                                                                                          |
| - Terminus de multiplex |              |       |       |        |                                                                                            | |